# Dulcedio di Agen
Dulcedio, noto anche come Dulcizio, in latino Dulcitius o Dulcidius, (... – Agen, V secolo) fu vescovo di Agen all'inizio del V secolo, venerato come santo dalla Chiesa cattolica.
Scarne sono le notizie relative a questo santo vescovo. Fu san Febadio a designare Dulcedio a succedergli sulla sede di Agen, molto probabilmente agli inizi del V secolo. Secondo la passione di San Caprasio e Santa Fede, già conosciuta da Adone di Vienne (IX secolo), Dulcedio scoprì le reliquie dei due santi, e sulle loro tombe edificò una basilica in loro onore, oggi cattedrale di Agen. I suoi resti sono conservati nella chiesa di Chamberet, oggi in diocesi di Tulle.
L'odierno Martirologio Romano, riformato a norma dei decreti del concilio Vaticano II, ricorda il santo vescovo il 17 ottobre con queste parole: